# One Piece: Estampida
One Piece: Estampida (ワンピーススタンピード, Wan Pīsu Sutanpīdo) és una pel·lícula d'anime japonesa estrenada el 9 d'agost del 2019. És el catorzè film basat en la sèrie manga One Piece d'Eiichiro Oda. És una producció de Toei Animation dirigida per Takashi Otsuka. Es va estrenar doblada al català el 15 de novembre del 2019.

## Argument
Un flashback del passat mostra a Barbanegra buscant nous membres per a la seva tripulació al sisè nivell d'Impel Down. Un intern anomenat Douglas Bullet mata els seus companys de cel·la, però Barbanegra es nega a deixar-lo unir a la seva tripulació ja que és massa perillós, de manera que Bullet escapa sol.
En l'actualitat, en Ruffy i la tripulació arribaran a l'illa per participar en la festa dels pirates, organitzada per Buena Festa, que consisteix a recuperar un tresor de Roger, deixat en una illa que emergeix gràcies a un Knock Up Stream. Les diverses tripulacions pugen riu amunt i el Thousand Sunny pren el lideratge de la cursa. Mentrestant, Trafalgar Law es troba als carrerons de la festa pirata amb diverses ferides després de descobrir que Buena Festa està a l'altura d'alguna cosa. El pallasso Bagy, al final de l'esdeveniment, el nota i l'ataca, però Law utilitza els seus poders per pujar al Sunny. Aquests últims alerten així els pirates del barret de palla, que es divideixen en dos grups: Chopper, Robin, Brook i Sanji acompanyen Law per descobrir els secrets de l'esdeveniment, mentre que en Ruffy, en Zoro, la Nami, en Franky i l'Usopp continuen la carrera.
En arribar a l'illa, les diverses tripulacions comencen a lluitar per ser els primers a endur-se el tresor, Buggy procedeix a ells i nota una Posició Eterna per a Raftel tancada en un cofre. Bullet allibera un vaixell ple d'explosius per estavellar l'illa, de manera que Bagy perd el pit, que és recuperat per Usopp. La resta de la tripulació i en Law viatgen al cau de Festa, on Robin i Brook el senten parlar d'una propera Buster Call. Intenten avisar els seus companys, però topen amb Smoker, que també hi és per investigar. Aquest últim captura el Chopper i el Brook, mentre que Sanji l'enfronta per permetre que Robin i Law s'escapen. Durant la seva fugida, es troben amb Crocodile, que admet que està interessat en el tresor de Roger.
Bullet tracta malament Usopp per prendre possessió del pit i els membres de la pitjor generació decideixen enfrontar-se a ell, a excepció de Zoro, que es prepara per enfrontar-se a la Marina amb l'ajut dels esplèndids Pirates i el club Pirates Barto. Gràcies al seu treball en equip, en Ruffy aconsegueix colpejar Bullet però l'enemic s'aixeca i transforma el seu submarí en un gran robot. Usopp dispara algunes llavors contra l'aparent ineficaç Bullet, de la qual es fa riure per la seva debilitat. Aquest últim derrota a tots els seus oponents.
La flota que realitza la trucada Buster arriba a l'illa i els marins s'enfronten als pirates, mentre Zoro lluita contra l'almirall Issho. Mentrestant, Smoker deixa de lluitar després de ser informat per Tashigi de l'operació i s'uneix a ella, reunint-se també amb Hina, Koby i Hermeppo. Bullet amplia els seus poders a l'illa i forma un colós metàl·lic, mentre que Buena Festa contacta amb Morgans, que el posa en comunicació amb els altres senyors de l'inframon.
Mihawk també arriba a l'illa, acompanyat de Perona, a l'illa també arriba Boa Hancock, amb la intenció d'assegurar-se que en Ruffy estigui bé. Mentre continuen els combats, Kizaru demana una segona trucada a Buster, rebent ordres de Sakazuki d'eliminar Bullet a tot preu, incloent-hi sacrificar el marin a l'illa. Mentrestant, Smoker es troba accidentalment amb Buggy, que es veu obligat a revelar que el tresor és una Posició Eterna per a Raftel. El fumador decideix recuperar-lo i ordena als seus companys que s'allunyi, llançant-se contra Bullet, però Sabo l'atura i l'enfronta en una curta lluita. En veure Bullet, Bagy el reconeix i aterrit revela que l'enemic també havia estat a la tripulació dels pirates de Roger.
Rob Lucci també arriba a l'illa per demanar l'Eternal Pose. Usopp porta en Ruffy i en Brook i en Chopper venen al seu rescat, que guareix a en Ruffy. Després de recuperar-se, en Ruffy llança contra el gegant de Bullet i accepta formar equip amb Law, Hancock, Sabo, Smoker, Lucci, Crocodile i Buggy per enderrocar-lo. Llavors, el grup llança un atac combinat contra el costat esquerre del colós, que en Ruffy destrueix amb el Gear Fourth. Les plantes llançades anteriorment per Usopp també destrueixen el robot de Bullet, permetent així a en Ruffy derrotar-lo. En Ruffy destrueix la Posició Eterna perquè Raftel no vulgui dreceres.
Sabo arriba a Buena Festa i guanya fàcilment. Els pirates de l'illa van salpar, però Kizaru els ataca. Sabo aixeca llavors un mur de foc per aturar els cuirassats de la Marina i permetre als pirates escapar. Un flashback montro Roger, que llança l'Eterna Pose per la borda per Raftel afirmant que no la necessita. En l'actualitat, en Ruffy i els altres, després d'haver sortit de l'illa, van emprendre noves aventures.

## Doblatge[calcitació]
| Monkey D. Ruffy          | Mayumi Tanaka     | Carles Lladó          |
| Roronoa Zoro             | Kazuya Nakai      | Marc Zanni            |
| Nami                     | Akemi Okamura     | Elisabet Bargalló     |
| Usopp                    | Kappei Yamaguchi  | Miquel Bonet          |
| Vinsmoke Sanji           | Hiroaki Hirata    | Josep Maria Mas       |
| Tony Tony Chopper        | Ikue Ohtani       | Neus Sendra           |
| Nico Robin               | Yuriko Yamaguchi  | Montse Puga           |
| Franky                   | Kazuki Yao        | Antoni Forteza        |
| Brook                    | Yūichi Nagashima  | Xavier Casan          |
| Douglas Bullet           | Tsutomu Isobe     | Francesc Belda        |
| Buenafesta               | Yūsuke Santamaria | Santi Lorenz          |
| Donald Moderate          | Ryota Yamasato    | Àlex Messeguer        |
| Ann                      | Rino Sashihara    | Núria Trifol          |
| Trafalgar Law            | Hiroshi Kamiya    | Àlex de Porrata       |
| Eustass Kidd             | Daisuke Namikawa  | Daniel Albiac         |
| Killer                   | Kenji Hamada      | Ivan Cànovas          |
| Jewelry Bonney           | Reiko Kiuchi      | Mònica Padrós         |
| Capone Bege              | Naoki Tatsuta     | Ángel del Río         |
| Basil Hawkins            | Shigenori Sōya    | Roger Vidal           |
| Scratchman Apoo          | Mitsuaki Madono   | Eduard Itchart        |
| Urouge                   | Taiten Kusunoki   | Enric Arquimbau       |
| X-Drake                  | Eiji Takemoto     | Pep Ribas             |
| Smoker                   | Mahito Ōba        | Mark Ullod            |
| Tashigi                  | Junko Noda        | Carmen Ambrós         |
| Buggy                    | Shigeru Chiba     | Domènech Farell       |
| Alvida                   | Yōko Matsuoka     | Glòria González       |
| Galdino/Mr. 3            | Nobuyuki Hiyama   | Enric Isasi-Isasmendi |
| Boa Hancock              | Kotono Mitsuishi  | Mar Nicolás           |
| Sakazuki/Akainu          | Fumihiko Tachiki  |                       |
| Issho/Fujitora           | Ikuya Sawaki      | Jaume Mallofré        |
| Borsalino/Kizaru         | Ryōtarō Okiayu    | Francesc Pujol        |
| Sentomaru                | Kazue Ikura       | David Jenner          |
| Monkey D. Garp           | Hiroshi Naka      | Enric Arquimbau       |
| Sengoku                  | Tōru Ōkawa        | Francesc Belda        |
| Hina                     | Tomoko Naka       | Teresa Soler          |
| Coby                     | Mika Doi          | Roser Aldabó          |
| Helmeppo                 | Kōichi Nagano     | Xavier Cassan         |
| Rob Lucci                | Tomokazu Seki     |                       |
| Sabo                     | Tōru Furuya       | Jordi Nogueras        |
| Gol D. Roger             | Masane Tsukayama  | Francesc Pujol        |
| Bartolomeo               | Showtaro Morikubo | Ramon Canals          |
| Cavendish                | Akira Ishida      | Cesc Martínez         |
| Marshall D. Teach        | Akio Ōtsuka       | Jaume Mallofré        |
| Crocodile                | Ryūzaburō Ōtomo   | Pep Ribas             |
| Mihawk                   | Hirohiko Kakegawa |                       |
| Perona                   | Kumiko Nishihara  | Teresa Soler          |
| Wapol                    | Bin Shimada       | Jordi Pineda          |
| Foxy                     | Bin Shimada       |                       |
| Font: Anime News Network |                   |                       |